# Avaaz.org
Avaaz è un'organizzazione non governativa internazionale istituita nel 2007 a New York che promuove attivismo su tematiche quali il cambiamento climatico, i diritti umani, i diritti degli animali, la corruzione, la povertà e i conflitti. La sua missione dichiarata è quella di permettere che i processi decisionali di portata globale vengano influenzati dall'opinione pubblica.
L'organizzazione opera in quindici lingue diverse, e conta, stando al sito ufficiale, più di 47 milioni di membri iscritti in 194 paesi.
Essendo una comunità on-line, i membri effettivi sono considerati gli iscritti al sito. I membri della community possono essere definiti "attivi" dal momento in cui, via web, partecipano, sottoscrivono e diffondono le attività dell'associazione. L'associazione utilizza anche l'attività "concreta" di alcuni membri che agiscono nella vita reale (per esempio la consegna di petizioni direttamente ai referenti politici) e si avvale di alcuni membri stipendiati che sono direttamente assunti dalla Fondazione "Avaaz.org", con sede a New York. Il quotidiano britannico Guardian ha scritto: "Avaaz ha solo 5 anni, ma è cresciuta rapidamente fino a diventare la più grande e più potente rete attivista online del globo".

## Etimologia ed origine
Il nome Avaaz (persiano: آواز, devanagari:आवाज़) deriva dalla parola persiano/hindi/urdu/punjabi/marathi il cui significato è all'incirca "il suono che rompe il silenzio", cioè "voce". In turco avaz significa "suono".

## Cofondatori
Gruppi
Avaaz.org è stata cofondata da Res Publica, una "comunità di professionisti del settore pubblico con l'obiettivo di promuovere il buon governo, partecipazione civica e una democrazia deliberativa", e MoveOn.org, un gruppo non-profit americano di pressione verso politiche progressiste. È stata anche sostenuta dall'Unione Internazionale degli Impiegati di Servizio (SEIU) e GetUp!, una organizzazione non-profit australiana di campagne.
Persone
Tra i fondatori ci sono Ricken Patel, Tom Pravda, l'ex parlamentare della Virginia Tom Perriello, il direttore esecutivo di MoveOn.org Eli Pariser, l'imprenditore australiano progressista David Madden, Jeremy Heimans (cofondatore di Purpose.com), e Andrea Woodhouse. Il direttivo è composto da Ricken Patel (presidente), Tom Pravda (segretario), Eli Pariser (presidente del direttivo), e Ben Brandzel (tesoriere).
Presidenza
Il presidente, fondatore e direttore esecutivo di Avaaz è il canadese-britannico Ricken Patel. Ha studiato politica, filosofia e economia al Balliol College, Università di Oxford. Ha ricevuto un master in politiche pubbliche dall'Università di Harvard. Ha lavorato per l'International Crisis Group in diversi Paesi nel mondo, inclusi Sierra Leone, Liberia, Sudan e Afghanistan, dove, ha dichiarato, "ha imparato a portare le forze ribelli ai tavoli di negoziato, a monitorare le elezioni (di nascosto), e a ridare fiducia a un sistema politico un tempo corrotto e a capire quando le forze straniere venivano manipolate." È tornato negli USA e ha fatto il volontario per MoveOn.org, dove ha imparato a usare gli strumenti online per l'attivismo.

## Finanziamenti
"Dal 2009, Avaaz non ha più accettato donazioni da fondazioni o aziende, né ha accettato pagamenti di più di 5.000 dollari." ha riportato il Guardian. "Invece si fonda totalmente sulla generosità dei singoli membri, che hanno consentito di raccogliere oltre 20 milioni di dollari." Tuttavia questo implica che fino al 2009 potrebbe aver avuto finanziamenti anche ingenti da fondazioni aziende o singoli. Nel 2012 ha raggiunto 90 membri del team interno e continua a crescere.
Una inchiesta pubblicata su "Off Guardian" on line del 18 giugno 2015 ha messo in rilievo come sia "Res Publica" che "Move on" - ossìa le organizzazioni che hanno dato vita ad Avaaz - hanno certamente avuto Soros tra i loro cospicui finanziatori. Lo stesso articolo analizza le biografie dei fondatori e mette in guardia sulla insufficiente trasparenza dell'organizzazione.

## Campagne
Dal 2007 Avaaz ha lanciato centinaia di campagne globali e nazionali. Basandosi su una comunità internazionale in grande espansione dei suoi membri, Avaaz si è impegnata a combattere la corruzione in India, Italia e Brasile, a proteggere gli oceani mondiali, le foreste pluviali e la fauna in pericolo, a difendere internet e la libertà dei media e a dare forza allo spirito democratico al cuore delle rivolte della primavera araba. Come elencato sul sito di Avaaz.org, alcune delle campagne del passato e correnti includono:

### 2007
- A marzo i suoi membri si sono uniti a sostegno di una soluzione pacifica e giusta del conflitto tra Israele e Palestina. A sostegno dell'obiettivo Avaaz ha realizzato un video, Stop the Clash, che è stato visualizzato oltre 2.5 milioni di volte in 9 diverse lingue ed è stato votato video politico dell'anno di YouTube per il 2007.

### 2008
- Ad aprile, dopo una violenta repressione su manifestazioni e rivolte in Tibet, 1.5 milioni di membri di Avaaz hanno chiesto che fosse avviato un dialogo tra la Cina e il Dalai Lama. Il mese successivo, circa 2.000 membri con indosso le magliette di "Una Cina" hanno formato una catena umana dal Dalai Lama all'ambasciata cinese a Londra – un gesto concreto di buona volontà culminato in una manifestazione con un momento di silenzio per le vittime del terremoto del Sichuan.

### 2011
Marzo 2011: rivolte in Siria
Avaaz è stata coinvolta nel sostegno agli attivisti in Siria, procurando equipaggiamento per la comunicazione, come telefoni satellitari e fotocamere in modo che si potessero pubblicare online video relativi alla repressione del governo. Inoltre ha inviato all'interno del Paese personale per addestrare nell'uso di questi telefoni e su come fare giornalismo dal basso. Avaaz ha contribuito nel coordinare l'ingresso di 34 giornalisti internazionali nelle zone di guerra in Siria.

### 2012
- Lavorando con altre organizzazioni come DemandProgress, 3 milioni di membri hanno firmato una petizione per opporsi a SOPA, una legge che avrebbe potuto dare al governo USA il diritto di oscurare siti web come YouTube o WikiLeaks. Lo sforzo collaborativo di questi gruppi è riuscito a respingere la proposta.